# Bombesigte
Et bombesigte er et instrument, der benyttes til at sigte bomber, kastet fra et fly, mod et mål på jorden eller et skib så præcist som muligt. De første bombesigter dukkede op før 1. verdenskrig. Efterhånden blev jagerbombere og moderne kampfly udstyret med en eller anden form for bombesigte, da alle disse fly kan benyttes til bombekastning.
I nogle tilfælde, f.eks. på en dykbomber som Junkers Ju 87, består et bombesigte af en vinkelmåler i forhold til horisonten og et enkelt sigte i form af et vindue i bunden af flyet. 
Et bombesigte, som de blev udviklet efter første verdenskrig, kan være en kompleks analog regnemaskine, der inkluderer et stort antal variable for at bestemme det sandsynlige punkt, hvor en bombe vil ramme, når den bliver kastet på et givet tidspunkt. Blandt de basale variable er højden over jorden, flyets fart og den opbremsning, som luftmodstanden vil udsætte den kastede bombe for. Bombens bane er en tilnærmet kasteparabel, der påvirkes meget af luftmodstanden.
Luftens tæthed og vinden vil også påvirke bombens bane og kan indgå i bombesigtets beregninger. Hvis der kastes bomber fra lav højde, mindskes deres effekt meget. En dykbomber, som de blev brugt under anden verdenskrig, giver et meget præcist sigte også uden kompliceret bombesigteudstyr.
Trods de avancerede bombesigter, der var i brug under 2. verdenskrig, så var træfsikkerheden ved bombning fra stor højde meget dårlig. Men et bombeangreb fra lav højde kunne være mere risikabelt, da det angribende fly kan beskydes af mange slags antiluftskyts, også mindre kalibre men hurtigtskydende våben med stor effekt. 
Egentlige bombesigter er gået ud af brug i moderne krigsfly. I stedet vil flyets computer beregne adskille måldata til bombning, beskydning med kanon eller missiler, og vise dem på flyets HUD (Head-Up Display), en gennemsigtig skærm anbragt foran piloten. Styrbare bomber kan også kontrolleres af flyets computer.